# Burt Munro: Un somni, una llegenda
Burt Munro: Un somni, una llegenda (títol original: The World's Fastest Indian) és una pel·lícula estatunidenca-neozelandesa-japonesa-suïssa escrita i dirigida per Roger Donaldson, estrenada l'any 2005. Ha estat doblada al català.

## Argument
Burt Munro, un motard neozelandès de Invercargill, modifica la seva Indian de 1920 per tal de córrer sobre la plana de sal de Bonneville Salt Flats a l'oest del Gran Llac Salat a Utah (Estats Units). L'any 1967, llavors amb 68 anys, porta aquesta moto modificada a 324 km/h, fent de la Indian la moto (menys de 1000 cm³) més ràpida del món.

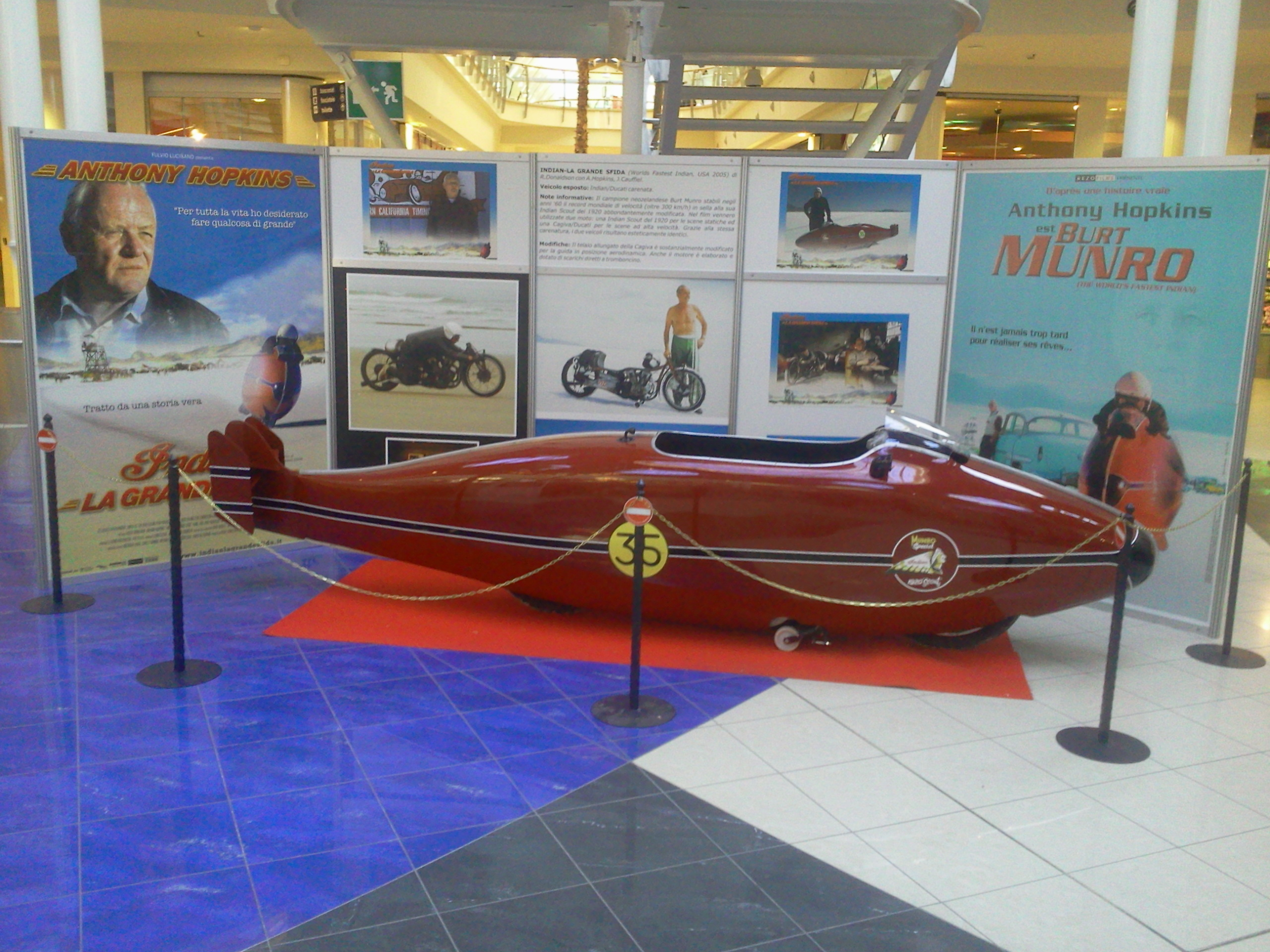
Una rèplica de la moto del film

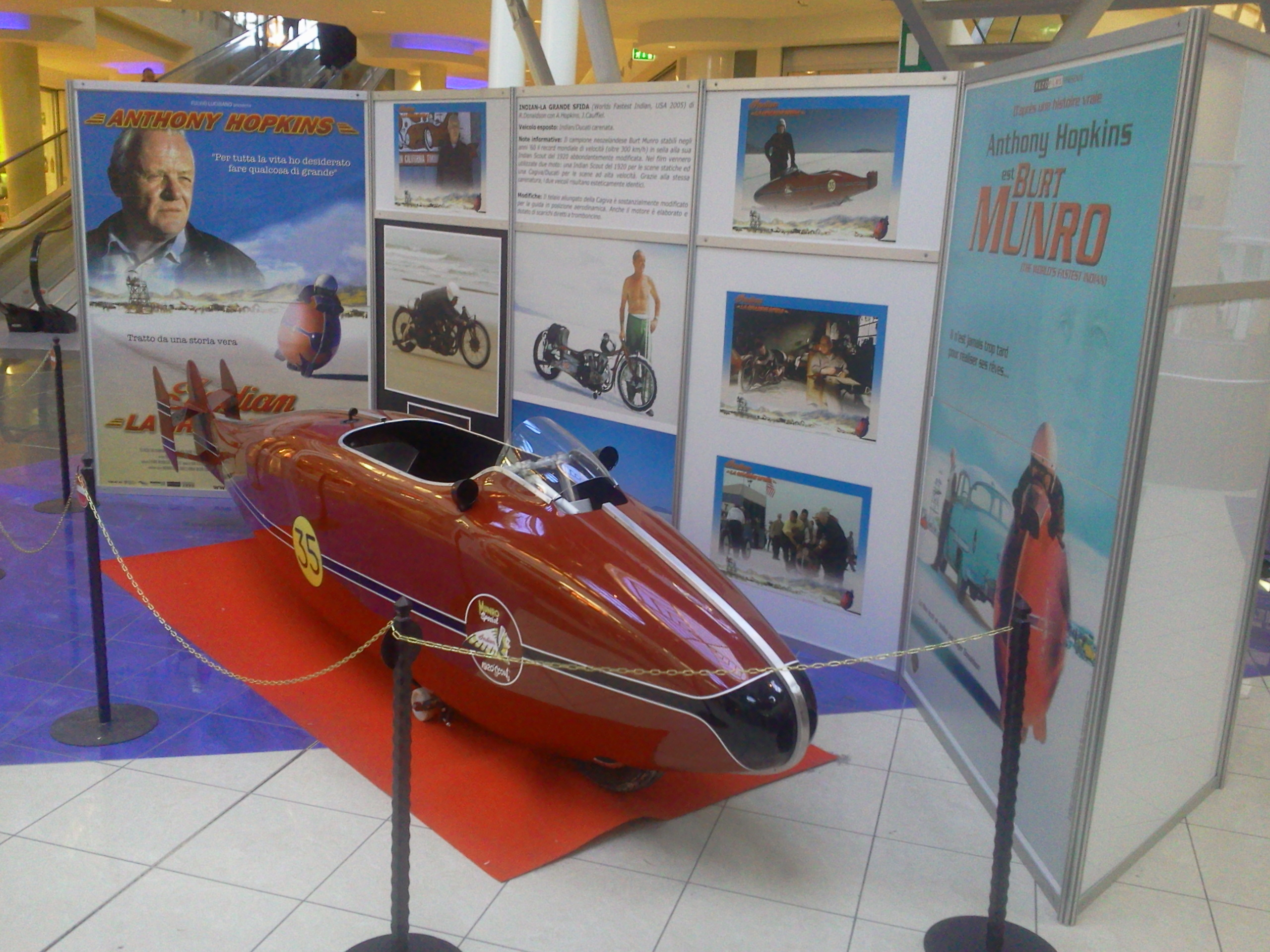
vista frontal de la moto

## Repartiment
- Anthony Hopkins: Burt Munro
- Jessica Cauffiel: Wendy
- Saginaw Grant: Jake
- Diane Ladd: Ada
- Christopher Lawford: Jim
- Aaron Murphy: Sam
- Paul Rodriguez: Fernando
- Annie Whittle: Fran
- Chris Williams: Tina Washington
- Walton Goggins: Marty

## Rebuda
- Premis 2005: Festival de Sant Sebastià: Nominada a la Petxina d'Or
- Crítica 
  - "Amable, grata, ben empaquetada, però tan prescindible com la gesta del seu modest protagonista. (...) Hopkins fa aquí un treball molt seriós, aparentment senzill."[3]
  - "Una pel·lícula sobre un tipus d'heroisme que ja no es porta. (...) Una de les interpretacions d'Hopkins més atractives i menys sobreactuades. (...) Puntuació: ★★★ (sobre 4)."[4]